# Accademia Musicale Chigiana

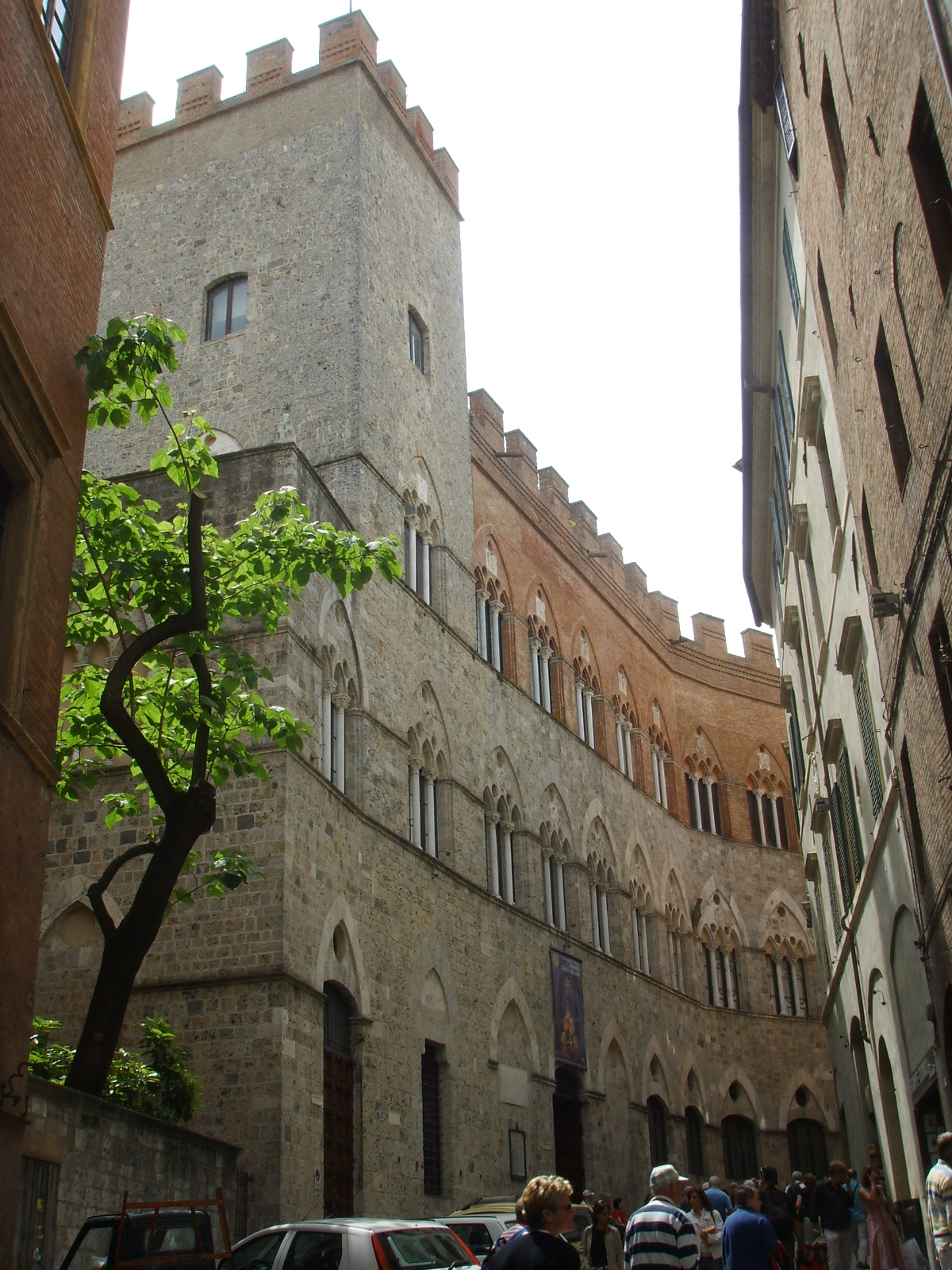
Palazzo Chigi Saracini Lucherini a Siena, sede dell'Accademia Musicale Chigiana.

L'Accademia Musicale Chigiana è una storica istituzione musicale italiana fondata il 22 novembre 1932 a Siena dal mecenate Conte Guido Chigi Saracini Lucherini. Il suo scopo è organizzare corsi di perfezionamento per musicisti e cantanti classici.

## Storia
Prima della fondazione ufficiale dell'Accademia Chigiana, a Siena si tenevano vari eventi musicali di rilievo sponsorizzati dal Conte Chigi-Saracini-Lucherini (e che poi sarebbero confluiti nelle attività dell'Accademia). Un esempio sono i concerti di musica da camera "Micat in Vertice" (dal motto della famiglia Chigi-Saracini-Lucherini), inaugurati nel 1923, e il Festival della Società Internazionale di Musica Contemporanea, durante il quale vennero eseguite nell'edizione del 1928 musiche di Prokof'ev, Walton, Casella, Ravel, Webern, Hindemith e De Falla in prima assoluta.

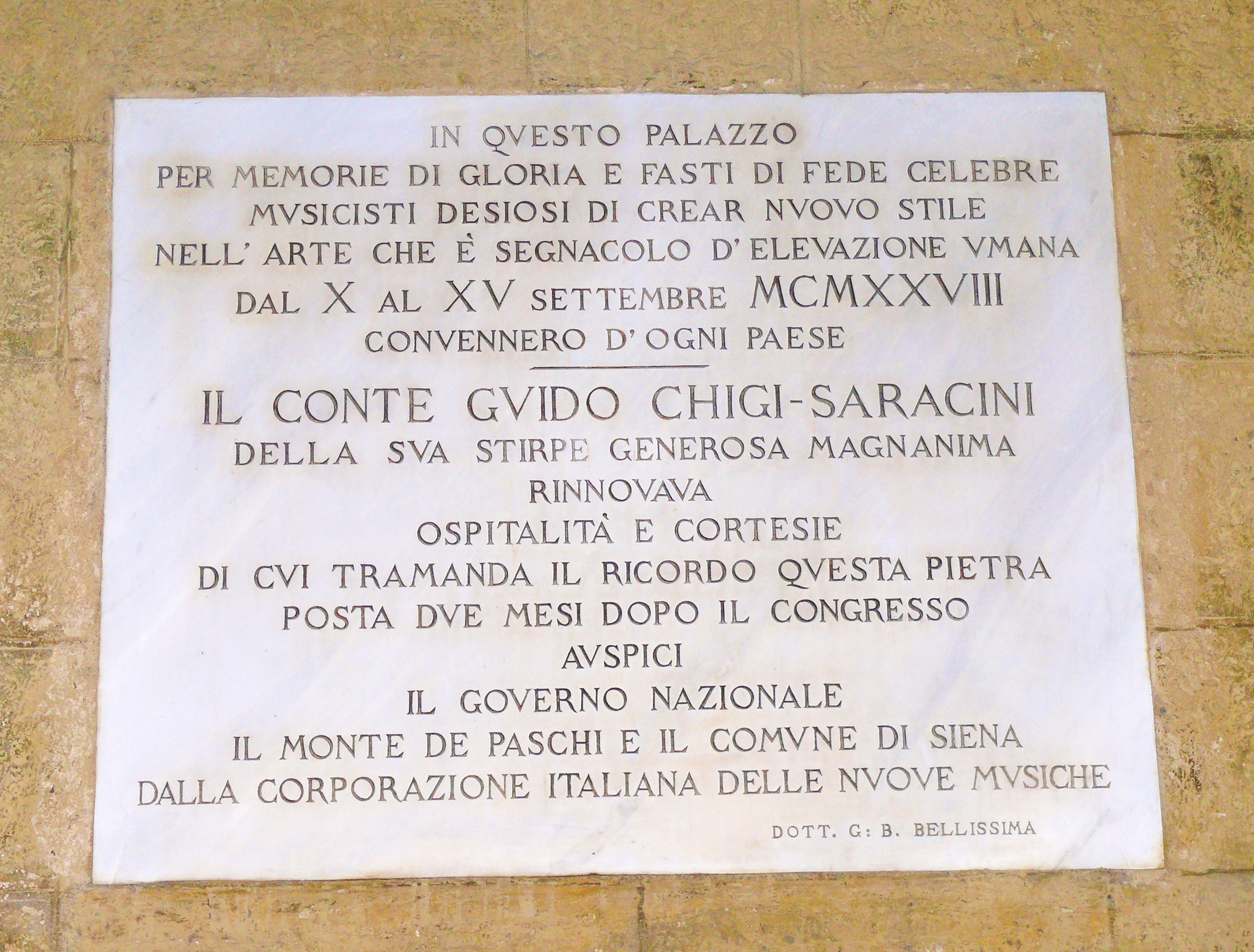
Lapide di commemorazione del festival del 1928

Nel 1932 venne avviato il primo corso di formazione musicale, i cui titolari di cattedra erano docenti di fama internazionale; alla fondazione erano previsti corsi di organo, di canto, di arpa, di violino, di violoncello, di composizione e di accompagnamento, a cui seguirono quelli di pianoforte, di scena lirica, di direzione d'orchestra, di chitarra, di clavicembalo e di musica per film. Tra i primissimi docenti ricordiamo qui Fernando Germani, Alfredo Casella, Arrigo Serato, Arturo Bonucci e Vito Frazzi.
Già dopo pochi anni dalla sua fondazione, la Chigiana contava allievi provenienti da oltre 50 nazioni, a conferma del prestigio internazionale di cui godeva la scuola, in un'epoca in cui il numero delle scuole di perfezionamento era molto limitato.

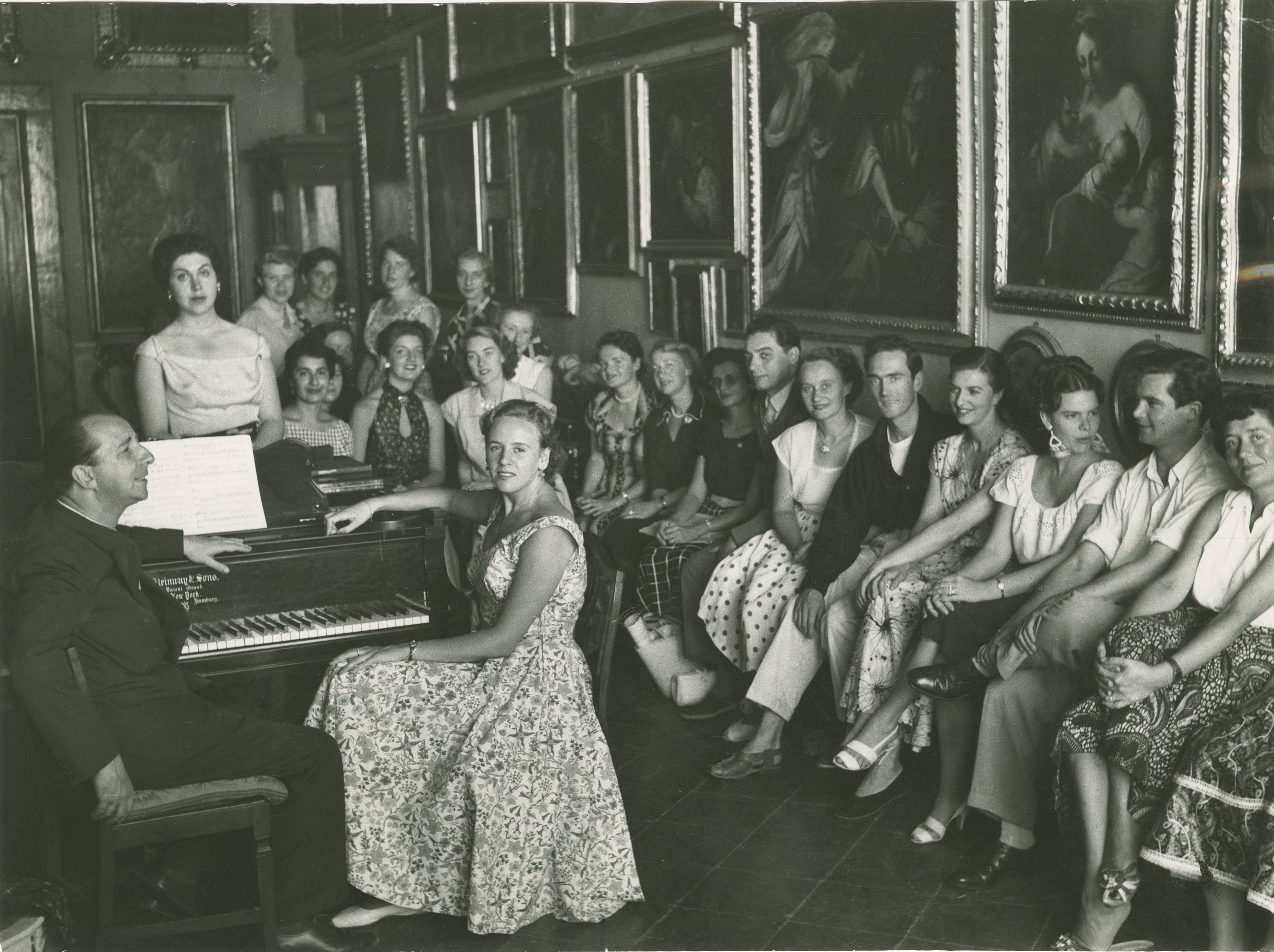
Allievi del corso d'arte vocale da concerto durante una lezione con il pianista Giorgio Favaretto (a sinistra) all'Accademia Musicale Chigiana, 1959. Archivio storico del Touring Club Italiano.

Al 1939 risale la prima edizione delle Settimane Musicali Senesi, manifestazione annessa alle attività della Chigiana e votata da un lato alla riscoperta del patrimonio musicale italiano del Seicento e Settecento e dall'altro alla diffusione del repertorio contemporaneo, con numerose prime esecuzioni nel corso di settantuno edizioni, l'ultima risalente al 2014. 
Il programma della prima Settimana Musicale Senese fu dedicato a Vivaldi e basato su musiche italiane del Settecento. In questo modo Siena «era destinata a rivelare al mondo, per la prima volta dopo due secoli, degli aspetti sommi dell'arte vivaldiana». L'anno seguente la Settimana Musicale Senese fu dedicata ad Alessandro e Domenico Scarlatti, tra i massimi compositori del primo Settecento europeo. In tale contesto fu proposta la prima esecuzione moderna dell'opera Il trionfo dell'onore di Alessandro Scarlatti (nella revisione di Virgilio Mortari).
Questa duplice attenzione alla rivalutazione del repertorio antico e alla promozione della nuova musica, pur ovviamente senza trascurare i classici del repertorio, fu incarnata dagli ensemble cameristici che nacquero all'interno dei corsi e che poi ebbero carriera internazionale. Ne sono un esempio il Quintetto Chigiano (fondato proprio nel 1939), il Quartetto Italiano e il Sestetto Chigiano d'Archi, che con la loro attività concertistica si fecero promotori della musica di Boccherini, Mario Castelnuovo-Tedesco, Riccardo Malipiero, Franco Margola, Giulio Viozzi, Ernest Bloch e molti altri.
Nel 1958 il conte Chigi-Saracini-Lucherini istituì la Fondazione "Accademia Musicale Chigiana", nominandola erede dei suoi beni materiali (tra cui il Palazzo Chigi-Saracini-Lucherini, storica sede della Chigiana). Tuttora la Chigiana finanzia le sue attività grazie al lascito del Conte Chigi-Saracini  -Lucherini, oltre che attraverso le sovvenzioni della Fondazione Monte dei Paschi di Siena e altri numerosi sponsor. L'Accademia possiede anche la Collezione Chigi-Saracini, con opere di Sassetta, Sano di Pietro, Botticelli, Sodoma, Beccafumi, Vanni e Maccari, una biblioteca musicale-letteraria comprendente 75.000 volumi e una collezione di strumenti musicali di pregio (tra cui il quartetto che venne concesso in uso al Quintetto Chigiano: un violoncello Stradivari, un violino Camilli, una viola Amati e un violino Guadagnini). L'Accademia possiede inoltre una parte rilevante del Fondo Massarelli.
Dal 2022 è stato creato il nuovo corso "Film Scoring Intensive Program"  primo di una serie di moduli del nuovo progetto dell’Accademia Chigiana denominato Suono e Immagine, pensato per avviare collaborazioni professionali nazionali e internazionali nel campo dello Screen Scoring. Gli insegnanti sono dei pluripremiati professionisti del settore, molti dei quali appartenenti ad Hollywood. Queste le Star del corpo docenti: Patrick Kirst (Direttore dello Screen Scoring Program presso la Thornton School of Music – University of Southern California), Pete Anthony (orchestratore, arrangiatore e direttore d’orchestra a Los Angeles con all’attivo oltre 400 film e produzioni con i migliori compositori di Hollywood), Alessio Miraglia (produttore, compositore e ingegnere del suono, protagonista di film internazionali e produzioni Netflix e Disney), Marco Beltrami (compositore e direttore d’orchestra americano, autore di colonne sonore di film e serie tv di successo), Lawrence Shragge (pluripremiato esploratore musicale, autore di 165 colonne sonore), Marco Streccioni (ingegnere del suono e guru della registrazione in studio per grandi orchestre, storico collaboratore di Ennio Morricone e del centro di produzione RAI di Roma e con la Sofia Record Factory) e Tim Starnes (produttore, editore musicale, mixer e compositore, ha lavorato a Il Signore degli Anelli e King Kong).
Nel periodo estivo si tengono concerti per la manifestazione Estate Musicale Chigiana.

## Premi

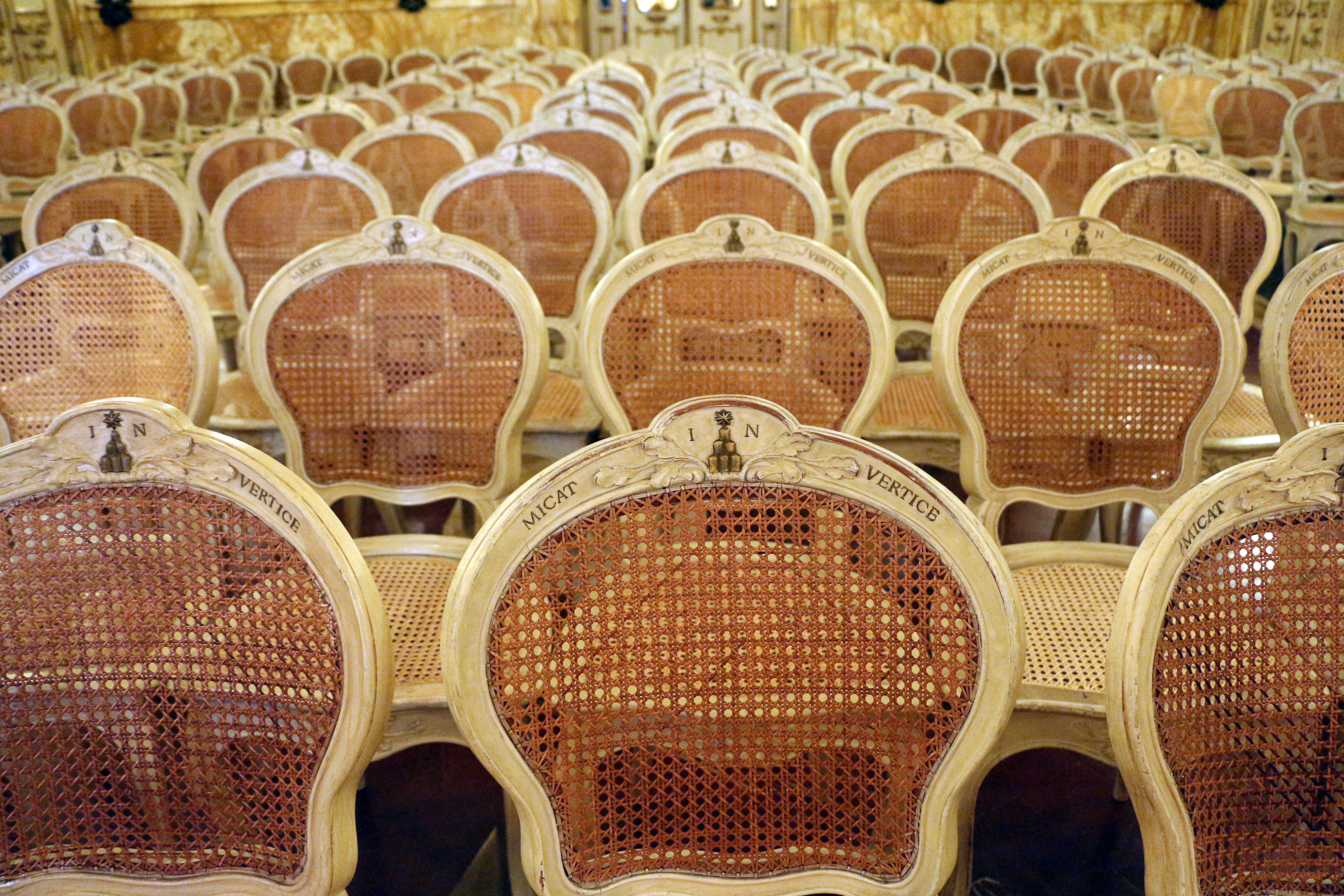
Nella sala da concerti di palazzo Chigi-Saracini le sedie riportano il motto dell'Accademia, Micat in vertice

Nel 1982 venne fondato il Premio Internazionale "Accademia Musicale Chigiana", destinato a giovani musicisti già affermati in ambito internazionale. I vincitori vengono designati da una giuria composta da rappresentanti del giornalismo musicale, il direttore dell'Accademia e i docenti della disciplina.
Tra i vincitori figurano: Gidon Kremer (1982), Shlomo Mintz (1984), Anne-Sophie Mutter (1986), Viktoria Mullova (1988), Frank Peter Zimmermann (1990), Gil Shaham (1992), Maxim Vengerov (1995), Julian Rachlin (2000), Hilary Hahn (2002), Sarah Chang (2005), Peter Serkin (1983), Krystian Zimerman (1985), András Schiff (1987), Andrej Gavrilov (1989), Evgenij Kissin (1991), Andrea Lucchesini (1994), Lilya Zilberstein (1998), Leif Ove Andsnes (2001), Arcadi Volodos (2003), Esa-Pekka Salonen (1993), il Quartetto Hagen (1996), Tabea Zimmermann (1997), Paul Lewis (2006). L'ultima edizione, nel 2010, ha visto l'assegnazione del premio a Rafał Blechacz.
Nel 1983 venne fondato anche il Concorso "Alfredo Casella", riservato alla composizione per organici cameristici.